# Palmophila dentata
Palmophila dentata är en tvåvingeart som beskrevs av David Grimaldi 2003. Palmophila dentata ingår i släktet Palmophila och familjen daggflugor.
Artens utbredningsområde är Ecuador. Inga underarter finns listade i Catalogue of Life.